# NBL 1981
Die NBL 1981 war die 3. Austragung der australasischen National Basketball League. Die mit zwölf Teams aus Australien ausgetragene Meisterschaft begann am 14. Februar 1981 und endete am 28. Juni 1981. Im Finale konnte sich die Launceston Casino City gegen die Nunawading Spectres in einem Spiel durchsetzen und damit ihren ersten Meistertitel erringen.

## Modus
Jedes Team trägt in der regulären Saison elf Heim- und Auswärtsspiele aus. Die Spielzeit beträgt 2 × 20 Minuten. Es wird ohne eine Dreipunktelinie gespielt. Die in der Endtabelle auf den Plätzen 1 bis 4 stehenden Teams qualifizieren sich für das Halbfinale der Playoffs. Dabei treten der der erste gegen den vierten und der zweite gegen den dritten an. Die zwei Sieger ziehen ins Finale ein. Alle Playoff-Runden werden in einem Spiel entschieden, wobei das besser gesetzte Team Heimrecht genießt.

## Tabelle
Abschlusstabelle nach Ende der Hauptrunde
- Für das Play-off Halbfinale qualifiziert

| Pl.  | Team                      | Spiele | Siege | Niederlagen | Siegquote | Punkte+ | Punkte- | Punktedifferenz | Heimbilanz | Auswärtsbilanz |
| ---- | ------------------------- | ------ | ----- | ----------- | --------- | ------- | ------- | --------------- | ---------- | -------------- |
| 01.  | St. Kilda Saints          | 22     | 17    | 5           | 77,27 %   | 2134    | 1927    | +207            | 10:1       | 7:4            |
| 02.  | Launceston Casino City    | 22     | 14    | 8           | 63,64 %   | 1895    | 1810    | +85             | 7:4        | 7:4            |
| 03.  | West Adelaide Bearcats    | 22     | 13    | 9           | 59,09 %   | 1848    | 1823    | +25             | 10:1       | 3:8            |
| 04.  | Nunawading Spectres       | 22     | 13    | 9           | 59,09 %   | 1706    | 1566    | +140            | 8:3        | 5:6            |
| 05.  | Brisbane Bullets          | 22     | 13    | 9           | 59,09 %   | 1712    | 1592    | +120            | 6:5        | 7:4            |
| 06.  | Newcastle Falcons         | 22     | 13    | 9           | 59,09 %   | 1779    | 1714    | +65             | 9:2        | 4:7            |
| 07.  | Canberra Cannons          | 22     | 12    | 10          | 54,55 %   | 1700    | 1790    | −90             | 10:1       | 2:9            |
| 08.  | Illawarra Hawks           | 22     | 9     | 13          | 40,91 %   | 1889    | 1949    | −60             | 8:3        | 1:10           |
| 09.  | City of Sydney Astronauts | 22     | 8     | 14          | 36,36 %   | 1711    | 1898    | −187            | 5:6        | 3:8            |
| 010. | Coburg Giants             | 22     | 7     | 15          | 31,82 %   | 1690    | 1746    | -56             | 6:5        | 1:10           |
| 011. | Bankstown Bruins          | 22     | 7     | 15          | 31,82 %   | 1746    | 1897    | -151            | 5:6        | 2:9            |
| 012. | Forestville Eagles        | 22     | 6     | 16          | 27,27 %   | 1719    | 1888    | -169            | 5:6        | 1:10           |

Anmerkungen
1. ↑  Verzicht auf die Playoff-Teilnahme, stattdessen Teilnahme am FIBA Club World Cup 1981

## Play-offs

### Modus
Die in der Endtabelle auf den Plätzen 1 bis 4 stehenden Teams qualifizieren sich für das Halbfinale der Playoffs. Dabei treten der der erste gegen den vierten und der zweite gegen den dritten an. Die zwei Sieger ziehen ins Finale ein. Alle Playoff-Runden werden in einem Spiel entschieden, wobei das besser gesetzte Team Heimrecht genießt. Da die St. Kilda Saints, als das beste Team der regulären Saison, zugunsten einer Teilnahme am FIBA Club World Cup 1981 auf die Playoffs verzichteten, rutschten die nachfolgenden Teams in der Setzliste eine Position nach vorn.

### Spiele
|  | Halbfinale | Halbfinale             | Halbfinale          |    |                        | Finale                 | Finale | Finale |
|  |            |                        |                     |    |                        |                        |        |        |
|  | 1          | Launceston Casino City | 71                  |    |                        |                        |        |        |
|  | 4          | Brisbane Bullets       | 69                  |    |                        |                        |        |        |
|  | 4          | Brisbane Bullets       | 69                  |    | 1                      | Launceston Casino City | 75     |        |
|  |            |                        |                     |    | 1                      | Launceston Casino City | 75     |        |
|  |            | 2                      | Nunawading Spectres | 54 |                        |                        |        |        |
|  | 2          | 2                      | Nunawading Spectres | 54 | West Adelaide Bearcats | 71                     |        |        |
|  | 2          |                        |                     |    |                        | 71                     |        |        |
|  | 3          | Nunawading Spectres    | 74                  |    |                        |                        |        |        |

## Individuelle Auszeichnungen
- Most Valuable Player der regulären Saison (Andrew Gaze Trophy): Mike Jones (Illawarra Hawks)
- Best Defensive Player (Damian Martin Trophy): Ray Wood (West Adelaide Bearcats)
- Coach of the Year (Lindsay Gaze Trophy): Bob Turner (Newcastle Falcons)
- All-NBL First Team:
- Rocky Smith (St. Kilda Saints)
- Danny Morseu (St. Kilda Saints)
- Al Green (West Adelaide Bearcats)
- Dave Nelson (Canberra Cannons)
- Owen Wells (Newcastle Falcons)